# Tweede Chinees-Japanse Oorlog
De Tweede Chinees-Japanse Oorlog (ook bekend als Tweede Sino-Japanse Oorlog) was een oorlog tussen China en Japan van 1937 tot 1945. Begin jaren dertig ondervond Japan een groeiende invloed van ultra-nationalistische, expansionistische militairen. Deze leidde tot de invasie van Mantsjoerije, waar de Japanners de vazalstaat Mantsjoekwo stichtten en tot een tweede Chinees-Japanse oorlog, die uiteindelijk deel zou gaan uitmaken van de Tweede Wereldoorlog. De Chinese verliezen zijn enorm geweest. Het totale aantal militaire en civiele dodelijke slachtoffers bedroeg meer dan 15 miljoen.

## Verloop tot 1941
Na de benoeming van generaal Hideki Tojo in 1937 tot opperbevelhebber van het Japanse Kanto-leger bedacht het Japanse leger een excuus om op 7 juli 1937 het Chinese garnizoen bij de Marco Polobrug, de strategische doorgang naar Peking, aan te vallen: het Japanse leger beweerde een soldaat te missen en eiste toegang tot het Chinese fort Wanping. De Chinezen weigerden dit. Na een Japans ultimatum werd Wanping door artillerie beschoten en reden er Japanse pantservoertuigen over de brug. De Tweede Chinees-Japanse Oorlog was begonnen.
Kort daarop werd Peking veroverd. Uiteindelijk zou een groot gedeelte van China tot het einde van de oorlog onder Japans bestuur vallen (Japans-China).
Een ander verzonnen excuus was aanleiding om in augustus Shanghai binnen te vallen. De bevelhebber van het Chinese leger, Chiang Kai-shek, wilde niet meer onderhandelen en viel de Japanners aan in Shanghai. Het Japanse garnizoen in Shanghai kreeg al snel versterkingen en nam het initiatief in de strijd over. De Chinese troepen van het Nationale Revolutionaire Leger moesten zich terugtrekken uit de belangrijke havenstad.
De wapenstilstand tussen de communisten en nationalisten werd ook door Tokio gezien als een uitdaging waarop gereageerd moest worden. Chiang Kai-shek wilde onder geen voorwaarde met de CCP samenwerken, maar was hier in december 1936 door zijn eigen nationalistische achterban toe gedwongen. Maarschalk Chiang Siue-Liang had Chiang Kai-shek hiervoor zelfs ontvoerd en gevangengezet, tot hij toegaf. Een wapenstilstand voor de duur van de oorlog werd overeengekomen. Een oorlogsverklaring was dit niet, maar de strekking ontging de Japanners niet en ze wachtten op een gelegenheid dit China in te peperen.
Het Japanse leger trok ondertussen naar Nanking, waarbij ieder dorp op de weg naar Nanking volgens het zogenaamde drie-in-één-beleid (plunder, vermoord en verbrand alles) van het Keizerlijke Japanse leger verwoest werd. Op 13 december 1937 viel de hoofdstad Nanking. De doorgeslagen Japanse soldaten verkrachtten vrouwen van alle leeftijden, weerloze burgers en Chinese krijgsgevangenen werden op brute wijze vermoord en alles werd geplunderd en afgebrand. Dit bloedbad van Nanking duurde weken en heeft naar schatting aan 340.000 mensen het leven gekost. Deze zwarte bladzijde in de geschiedenis van China staat bekend als de “Verkrachting van Nanking” of “Nankingincident” en zorgt tot op de dag van vandaag nog voor beroering tussen Chinezen en Japanners.
Nadat de Chinese troepen onder leiding van Chiang Kai-shek steeds meer genoodzaakt werden zich verder terug te trekken, besloot de nationalistische regering van China haar zetel in 1938 ver in het binnenland in Chongqing (重慶) gelegen in de provincie Sichuan te vestigen. De Japanners maakten Nanking vervolgens tot hoofdstad van Japans China. In juni 1938 braken de Chinezen de dijken door langs de Gele Rivier en de overstroming die volgde vertraagde de opmars van de Japanners. Hierdoor hadden de Chinezen tijd om hun verdedigingen bij Wuhan voor te bereiden, maar de Japanners veroverden deze stad alsnog in oktober.

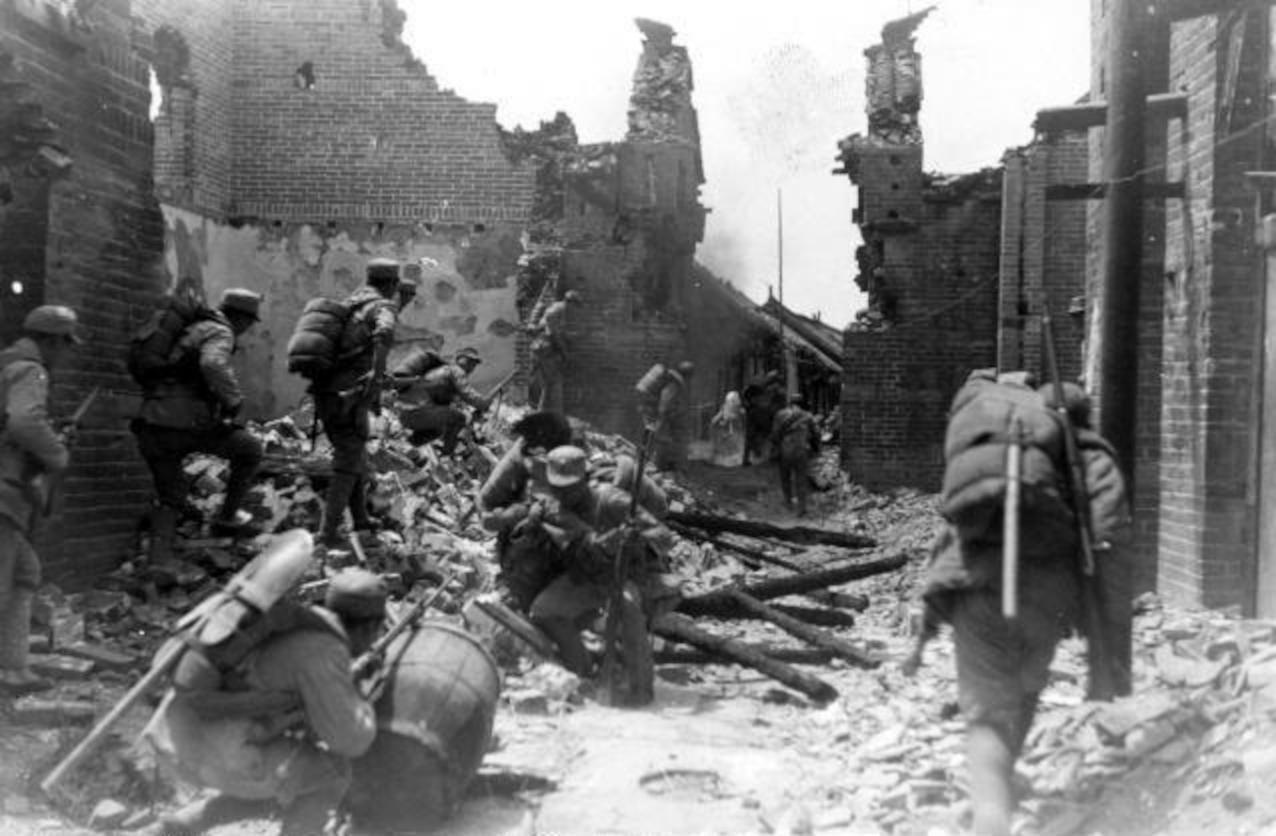
Chinese soldaten in stedelijke gevechten in Tai'erzhuang

De bezette Chinese gebieden werden door de Japanse legerleiding met hulp van collaborerende Chinezen voorzien van marionettenregeringen. De nationalistische aanhang was intussen afgebrokkeld, nadat generaal Wang Ching-Wei in 1940 besloot vanuit Nanking met de Japanners te collaboreren. De Chinese Communistische Partij (CCP) slaagde er onder leiding van Mao Zedong in om een gedisciplineerde troepenmacht op te zetten, waarmee hij een guerrillaoorlog begon. Het communistische leger bood hevig verzet op het platteland.
Ook pleegden Japanse troepen verschillende oorlogsmisdaden, zoals het inzetten van biologische wapens en gifgas. De Japanse luchtmacht verspreide in China vlooien met pest, zodat bewoners de builenpest kregen. Japanse soldaten gebruikten flessen met ziekmakende microben, zoals cholera, dysenterie, tyfus en anthrax, om zo rivieren, waterputten en reservoirs te vergiftigen. Voedsel werd gemengd met dodelijke bacteriën om mensen te besmetten. Chemische wapens werden gebruikt door speciale gastroepen, artillerie en de luchtmacht tegen de Chinezen. Zij kozen voornamelijk om de chemische wapens tegen de Chinezen te gebruiken, omdat China geen chemische wapens had om terug te slaan, terwijl andere vijanden ook beschikking hadden over chemische wapens die ze zouden kunnen gaan gebruiken als Japan het eerst tegen hen zou gebruiken. Tussen 1937 en 1945 werden meer dan 2000 keer chemische wapens gebruikt. Bij de Slag om Wuhan in augustus en oktober 1938 had de keizer toestemming gegeven voor het gebruik van gifgas. Een resolutie van 14 mei 1939 van de Volkenbond veroordeelde het gebruik van gifgas door Japan. Chinese vrouwen werden met geweld gedwongen tot prostitutie als "troostmeisjes".
Aanvankelijk behaalden de Japanse soldaten overwinning op overwinning op de slechter bewapende en verdeelde Chinezen. Maar het strenge landklimaat, de koppige Chinese weerstand, guerrilla-aanvallen en ziekten eisten hun tol. Veel soldaten raakten vergiftigd door bedorven drinkwater, hoewel ze slechts uit meren en rivieren dronken als de vissen nog leefden. De aanval liep vast.

## Onderdeel van Tweede Wereldoorlog
Uiteindelijk werd de Tweede Chinees-Japanse Oorlog ook onderdeel van de Tweede Wereldoorlog. Na de Japanse aanval op het Amerikaanse Pearl Harbor op 7 december 1941 kon China rekenen op Amerikaanse steun en stond het er niet meer alleen voor in de strijd tegen Japan. Het leeuwendeel van het Japanse landleger was en bleef immers in China. De Sovjet-Unie weigerde transport van oorlogsmateriaal over zijn gebied, zodat de enige bevoorradingsroutes naar China over de ijzige en moeilijk begaanbare passen van de Himalaya liepen. De Japanners wisten aanvankelijk zelfs een succes in China te boeken: in Operatie Ichi-Go veroverden ze een corridor van de bezette gebieden in noord China naar bezet Indochina en bondgenoot Siam. Voordat een succesvol offensief kon worden gestart moest men wachten op de Japanse overgave in 1945.
De steun van Amerikaanse kant bestond uit leningen en wapenleveranties in het kader van een “Lend-Lease Act”-overeenkomst, maar kwam echter uitsluitend ten goede aan de regering in Chongqing. In januari 1943 brachten de drie geallieerden (VS, Groot-Brittannië en China) de verklaring van Caïro uit. De verklaring schreef voor dat Japan na overgave aan de geallieerden Mantsjoerije, Formosa en de Pescadores-eilanden aan China moest teruggeven en Korea moest vrijgeven voor onafhankelijkheid. Voordat de oorlog ten einde kwam door middel van atoombommen op Japan werden de Japanners via de Verklaring van Potsdam, waar China overigens niet bij aanwezig was, gewaarschuwd voor de complete verwoesting van het Japanse thuisfront, tenzij Japan zich onvoorwaardelijk over zou geven. Vervolgens werd er op 6 augustus 1945 een atoombom op Hiroshima geworpen, waarbij uiteindelijk 140.000 mensen zijn omgekomen.
Op 8 augustus 1945 verklaarde de Sovjet-Unie Japan de oorlog. De Russische troepen rukten snel op en omsingelden het verraste bezettingsleger van Mantsjoerije. Marionettenkeizer Pu Yi werd gearresteerd toen Russische parachutisten Moekden bezetten. De Russen rukten op tot bij Peking en tot in Korea, en speelden daarbij buitgemaakte wapenvoorraden door aan de communisten. Tot in de jaren 50 zou Mantsjoerije door Russische troepen bezet blijven.
Op 9 augustus 1945 viel de tweede atoombom, maar nu op Nagasaki, waarop de Japanse keizer Hirohito een radioboodschap uitzond waarin hij het volk meldde dat Japan zich zou overgeven. Op 2 september 1945 werd het capitulatiedocument getekend en was de capitulatie van Japan en het einde van de Tweede Wereldoorlog en dus ook van de Tweede Chinees-Japanse Oorlog een feit.